# Néron enfant
Le Néron enfant est une statue en marbre à grain fin, sculptée vers 50, de provenance inconnue, conservée à Paris, au musée du Louvre.

## Découverte et acquisition
Cette statue provient de l'ancienne collection Borghèse à Rome et a été acquise en 1807 par le musée du Louvre. Elle est conservée au département des Antiquités grecques, étrusques et romaines, sous les numéros d'inventaires Ma 1210 - Inv. MR 337. Elle a fait l'objet d'une restauration en 2005.
Elle a été prêtée au Musée des Beaux-Arts de Lyon pour l'exposition Claude, un empereur au destin singulier, de décembre 2018 à mars 2019.

## Description
En marbre blanc à très petits cristaux brillants, la statue, haute de 138 cm, représente un enfant, âgé d'une dizaine d'années portant la toge prétexte et la « bulla » autour du cou. Le traitement du drapé de la toge, avec un large « sinus » et le retour de la draperie « umbo » est caractéristique du Ier siècle de notre ère. Un rapprochement a pu être établi avec une autre statue quasi identique d'un jeune adolescent portant la toge et la bulla, conservée à Parme, et provenant de la basilique de Velleia, où elle a été découverte avec d'autres portraits julio-claudiens, dont un portrait de Claude. L'identification du modèle à Néron fait largement consensus, notamment par comparaison avec les portraits de Néron adulte. La coiffure est également caractéristique du dernier type des portraits de Claude, qui adopta en 50 Néron, fils d'Agrippine la Jeune, remariée à Claude en 48. C'est cette coiffure qu'il porte sur le Sebasteion d'Aphrodisias.

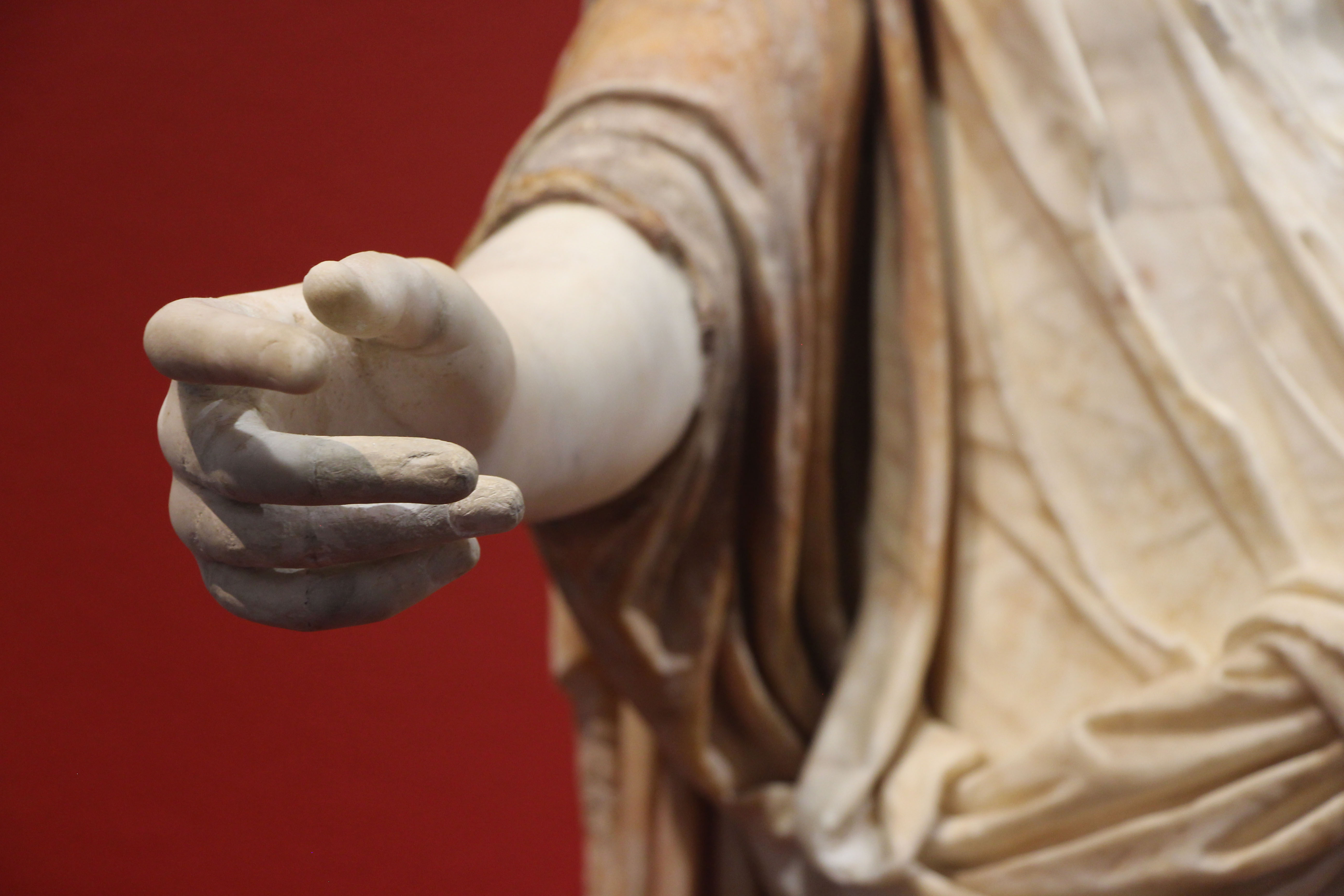

Les deux pieds sont restaurés ainsi que la main gauche et le bras droit. Le petit doigt de la main droite est cassé.